# Lista över offentlig konst i Norrköpings kommun
Lista över offentlig konst i Norrköpings kommun är en ofullständig förteckning över främst utomhusplacerad offentlig konst i Norrköpings kommun. 
| Titel                                                  | Konstnär(er)                                     | Årtal   | Beskrivning | Typ - material                           | Plats Koordinater                                                                               | Bild                                                             |
| ------------------------------------------------------ | ------------------------------------------------ | ------- | --- | ---------------------------------------- | ----------------------------------------------------------------------------------------------- | ---------------------------------------------------------------- |
| Noaks ark                                              | Agneta Stening                                   | 1991    | | aluminium och granit                     | Krokeks dagcentral koordinater saknas                                                           |                                                                  |
| Okänd titel                                            | Bissa Gunnerson                                  | 2000    | Mosaik/urnor 3 st. keramik |                                          | Svanen Hageby koordinater saknas                                                                |                                                                  |
| Okänd titel                                            | Bo Olls                                          | 2004    | | reliefer, skulptur - keramik             | Järvens äldreboende koordinater saknas                                                          |                                                                  |
| Okänd titel                                            | Carsten Hellström                                | 2000    | | Skulptur, gestaltning av markyta/fasad   | Vrinneviskolan koordinater saknas                                                               |                                                                  |
| Okänd titel                                            | Helena Sjögren                                   | 1993    | Keramiska reliefer på yttervägg | reliefer - keramik                       | Floristgymnasiet koordinater saknas                                                             |                                                                  |
| Vridna pelare                                          | Kerstin Eneström                                 | 1992    | |                                          | Tingsbrötens vårdboende koordinater saknas                                                      |                                                                  |
| Okänd titel                                            | Kicki Stenström                                  | 1994    | | Skulpturgrupp                            | Lennings träningskola koordinater saknas                                                        |                                                                  |
| Okänd titel                                            | Kicki Stenström                                  | 2000    | | skulptur - marmor                        | Råsslaskolan koordinater saknas                                                                 |                                                                  |
| Kunskap på gott och ont                                | Stefan Teleman                                   | 1993    | |                                          | Eneby kyrskola koordinater saknas                                                               |                                                                  |
| Okänd titel                                            | Stefan Teleman                                   | 2000    | Spira 9 meter hög poyesterplast/glasfiber |                                          | Svanen hageby koordinater saknas                                                                |                                                                  |
| Symboler                                               | Stina Hallgren                                   | 1991    | Keramikplattor 3X3 st. samt 3 st. amplar |                                          | Moagårdens förskola koordinater saknas                                                          |                                                                  |
| Danserskan (Dansös med slöja)                          | Anders Jönsson                                   |         | | skulptur - brons                         | Norrköpings stadsbibliotek koordinater saknas                                                   |                                                                  |
| Vändande lodjur                                        | Arvid Knöppel                                    |         | | skulptur - brons                         | Folkparken, Norrköping koordinater saknas                                                       |                                                                  |
| Eld och vatten                                         | Bo Beskow                                        |         | | mosaik - marmor                          | Brandstationen 58.58516, 16.17649                                                               | Eld och vatten                                                   |
| Thalia                                                 | Bror Hjorth                                      | 1948    | Höjd 2 m. På granitsockel | skulptur - brons                         | Teaterparken vid Östgötateatern 58.59385, 16.18239                                              | Thalia                                                           |
| Venus                                                  | Carl Eldh                                        |         | | skulptur - brons                         | Hertzmanns plan 58.58253, 16.18979                                                              | Venus                                                            |
| Louis De Geer                                          | Carl Milles                                      | 1945    | Diabas. Höjd 3,5 m. På granitsockel | skulptur - granit                        | Gamla torget 58.58846, 16.1853                                                                  | Louis De Geer                                                    |
| Mercurius                                              | Elis Nordh                                       |         | | fontänskulptur - kopparplåt              | Tyska torget 58.5926, 16.18673                                                                  | Mercurius                                                        |
| Rymdkonstruktion                                       | Elis Nordh                                       | 1964    | | skulptur - järn och aluminium            | Himmelstalunds mässhallar koordinater saknas                                                    |                                                                  |
| Tekniken i din hand                                    | Elis Nordh                                       |         | | skulptur - plåt och betong               | Ebersteinska skolan koordinater saknas                                                          |                                                                  |
| Nike från Sant Andria                                  | Eric Grate                                       | 1967    | Höjd 2,6 m. På betongsockel | skulptur - brons                         | Södra Promenaden 105, utanför Norrköpings Stadsbibliotek 58.58454, 16.19065                     | Nike från Sant Andria                                            |
| Vertikal tystnad                                       | Folke Truedsson                                  |         | | skulptur - brons                         | Djäkneparksskolan koordinater saknas                                                            |                                                                  |
| Okänd titel                                            | Gösta Almgren                                    |         | | reliefer - granit                        | Linghallen 58.58444, 16.18464                                                                   |                                                                  |
| Emil Löfvenius                                         | Karl Hultström                                   |         | | medaljong - brons                        | Linghallen 58.58444, 16.18464                                                                   | Emil Löfvenius                                                   |
| Oskuld                                                 | Liss Eriksson                                    |         | | skulptur - brons                         | Norrköpings rådhus, receptionen 58.59206, 16.18667                                              | Oskuld                                                           |
| Karl XIV Johans staty                                  | Ludvig Schwanthaler                              | 1846    | | skulptur - brons                         | Carl Johans park 58.59443, 16.18441                                                             | Fler bilder                                                      |
| Stenrelief föreställande Johan, hertig av Östergötland | Okänd                                            |         | | relief - sten                            | Johannisborgs slottsruin koordinater saknas                                                     |                                                                  |
| Stenrelief från Lilliehööksa epitafiet                 | Okänd                                            |         | | relief - sten                            | Hörsalen 58.58838, 16.18816                                                                     | Stenrelief från Lilliehööksa epitafiet                           |
| Roterande acceleration                                 | Oscar Reutersvärd                                | 1991    | Höjd 6 m. På betongsockel | skulptur - aluminium                     | Strömsparken 58.59228, 16.18398                                                                 | Roterande acceleration                                           |
| Moa Martinson                                          | Peter Linde                                      | 1994    | Höjd 2,1 m. På granitsockel | skulptur - brons                         | Grytstorget 58.58863, 16.17447                                                                  | Moa Martinson                                                    |
| Vår enighets fana                                      | Pye Engström                                     | 1984    | Röd granit och förgylld brons. Höjd 3,45 m | skulptur - granit                        | Skvallertorget 58.59057, 16.17874                                                               | Fler bilder                                                      |
| Stod                                                   | Sven Holmström                                   |         | |                                          | Himmelstalunds mässhallar koordinater saknas                                                    |                                                                  |
| Prisma                                                 | Vicke Lindstrand                                 | 1967    | Höjd 11,5 m. På betongsockel | skulptur - limmat glas                   | Olof Palmes plats vid Folkets Hus i Norrköping 58.59502, 16.18265                               | Prisma                                                           |
| Den femte skorstenen                                   | Jan Svenungsson                                  | 1999    | Höjd 14 m | Tegel                                    | Motala ström vid Arbetets museum 58.58955, 16.17886                                             | Den femte skorstenen                                             |
| Gycklaren, giganten och jonglören                      | Owe Pellsjö                                      | 1974    | Höjd 3 m. Fyra delar | brons och stål                           | Drottninggatan/Prästgatan. 58.5877, 16.18825                                                    | Gycklaren, giganten och jonglören                                |
| Omnia Gratia (Allt av nåd)                             | Bianca Maria Barmen                              | 1999    | Höjd 90 cm. Två delar | brons och granit                         | Vid Hedvigs kyrka mot Tyska torget 58.59255, 16.18765                                           | Fler bilder                                                      |
| Spiral åtbörd                                          | Arne Jones                                       | 1961    | Höjd 8 m | fontänskulptur - nitad aluminiumplåt     | Kristinaplatsen vid Norrköpings konstmuseum 58.58336, 16.19115                                  | Spiral åtbörd                                                    |
| Stjärnorna visar vägen                                 | Maria Backman                                    | 2011    | Konstverket består av en platta av terrazzobetong med måtten 3,6 x 6 meter. Ytan visar stjärnmönstret från det välkända madrasstyg som tillverkades av Tuppens textilfabrik. | terrazzobetong                           | Tuppenparken koordinater saknas                                                                 |                                                                  |
| Visa råd från en enkel dam                             | Marianne Arnbäck                                 | 2011    | Bronsskulptur med svarta schatteringar. 1,4 m | skulptur - brons                         | Hagebyparken koordinater saknas                                                                 |                                                                  |
| Trådar                                                 | Annika Oskarsson Thomas Nordström                | 2011    | | Rostfritt stål, lärk-trä, Led-ljus       | Norra Kajen koordinater saknas                                                                  |                                                                  |
| Kraftuttryck                                           | Kari Cavén                                       | 1998    | | Skulptur                                 | koordinater saknas                                                                              |                                                                  |
| Fallstudie                                             | Stina Opitz                                      | 1999    | | Skulptur                                 | Campus Norrköping på Linköpings universitet koordinater saknas                                  |                                                                  |
| Bling Bling                                            | Anna Berglund                                    | 2007    | | glaskrona - glas                         | Louis De Geer Kongress och konserthall/Flygeln (synlig från gatan) (inomhus) koordinater saknas | Det är troligen inte ok att ladda upp en bild av detta konstverk |
| Water Sample                                           | Christine Ödlund                                 | 2011    | | Skulptur                                 | Linköpings Universitet - Visualiseringscenter, Kungsgatan 54 koordinater saknas                 |                                                                  |
| Eva bland fornfynden                                   | Bror Hjorth                                      |         | | relief - brons                           | Skulpturparken vid Norrköpings konstmuseum 58.58309, 16.19041                                   | Eva bland fornfynden                                             |
| Katedral                                               | Arne Jones                                       | 1951    | | skulptur - brons                         | Skulpturparken vid Norrköpings konstmuseum 58.58285, 16.19196                                   | Katedral                                                         |
| Danserskorna                                           | Carl Milles                                      |         | | skulptur                                 | Skulpturparken vid Norrköpings konstmuseum 58.58315, 16.19027                                   | Danserskorna                                                     |
| Cubo centrifugo-centripeto                             | Gert Marcus                                      | 1987    | | Carraramarmor                            | Skulpturparken vid Norrköpings konstmuseum 58.58282, 16.19142                                   | Cubo centrifugo-centripeto                                       |
| Mor och barn                                           | Liss Eriksson                                    | 1956    | | skulptur - brons                         | Skulpturparken vid Norrköpings konstmuseum 58.58303, 16.19139                                   | Mor och barn                                                     |
| Sittande pojke                                         | Bror Hjorth                                      |         | | skulptur                                 | Skulpturparken vid Norrköpings konstmuseum 58.58284, 16.19074                                   | Sittande pojke                                                   |
| Xraf                                                   | Olle Baertling                                   | 1972    | | Skulptur - järn                          | Skulpturparken vid Norrköpings konstmuseum 58.58299, 16.19162                                   | Xraf                                                             |
| Sollefteå 1977                                         | Jacob Dahlgren                                   | 2002    | | plåt                                     | Skulpturparken vid Norrköpings konstmuseum 58.58275, 16.19094                                   | Sollefteå 1977                                                   |
| Aklejaderna                                            | Eric Grate                                       | 1960    | | Skulptur - brons                         | Skulpturparken vid Norrköpings konstmuseum koordinater saknas                                   | Aklejaderna                                                      |
| Fina fisken                                            | Palle Pernevi                                    | 1961    | | fontänskulptur - rostfritt stål          | Skulpturparken vid Norrköpings konstmuseum 58.58295, 16.19119                                   | Fina fisken                                                      |
| Spegling Även känd som: Lejonform                      | Lars Olof Loeld                                  | 1986    | | skulptur - brons, betong                 | Skulpturparken vid Norrköpings konstmuseum 58.58276, 16.19118                                   | Spegling                                                         |
| Tre löv                                                | Elli Hemberg                                     | 1974    | | skulptur - rostfritt stål                | Skulpturparken vid Norrköpings konstmuseum 58.58293, 16.19135                                   | Tre löv                                                          |
| Objekt från 1985                                       | Bård Breivik                                     | 1985    | | skulptur - gjutjärn                      | Skulpturparken vid Norrköpings konstmuseum 58.58302, 16.19185                                   | Objekt från 1985                                                 |
| Hercules arla stod upp, en morgon...                   | Lars Ekholm                                      | 1986    | | skulptur - cortenplåt, koppar, aluminium | Skulpturparken vid Norrköpings konstmuseum 58.58316, 16.19168                                   | Hercules arla stod upp, en morgon...                             |
| Okänd titel                                            | Alf Olsson                                       |         | | Skulpturgrupp                            | Vrinnevisjukhuset koordinater saknas                                                            |                                                                  |
| Genomgående skålform                                   | Einar Höste                                      |         | | Skulptur                                 | Guldringen koordinater saknas                                                                   | Genomgående skålform                                             |
| Varierad skålform                                      | Einar Höste                                      | 1970-72 | | Skulptur - aluminium                     | Silverringen koordinater saknas                                                                 | Varierad skålform                                                |
| Eget hem                                               | Ernst Billgren                                   | 2013    | Gåva av syskonen Ståhl till Norrköpings kommun | Tegel, granit, koppar, brons, mosaik     | Drottninggatan, Gamla staden koordinater saknas                                                 |                                                                  |
| Stenen                                                 | Cecilia Edefalk                                  | 2018    | Donation av fastighetsföretaget BoTrygg | Bronsavgjutning av ett marmorblock       | Nya torget koordinater saknas                                                                   |                                                                  |
| Reflection on the Presence of Time                     | Maria Miesenberger                               | 2016    | Donation av Catharina och Thomas Berman | Rostfritt stål, Hjortsjödiabas           | Kristinaskolans gård, Gamla staden koordinater saknas                                           |                                                                  |
| Merkurius                                              | [Elis Nordh[]]                                   | 1984    | Näringslivets gåva till kommunen vid 600-årsjubileet | Fontänskulptur i kopparplåt              | Tyska torget, Gamla staden koordinater saknas                                                   |                                                                  |
| Bollop                                                 | Camilla Lothigius                                | 2014    | | Lackerad glasfiberarmerad polyester      | Kulturkvarteret Hallarna, Nordantill koordinater saknas                                         |                                                                  |
| Mirre Forsberg född Frisendahl                         | Helena Forsberg                                  | 1991    | | Brons                                    | Repslagaregatan, Hörsalsparken, Gamla staden koordinater saknas                                 |                                                                  |
| Utan titel                                             | Elis Nordh                                       | 1968    | Kopparportar |                                          | Drottninggatan 32, Gamla staden koordinater saknas                                              |                                                                  |
| Olof den helige                                        | Johan Axel Wetterlund                            | 1910    | | Förgylld brons                           | Rådhustornet, Gamla staden koordinater saknas                                                   |                                                                  |
| Fortitudo                                              | Johan Axel Wetterlund                            | 1910    | |                                          | Rådhusets entré mot Drottninggatan, Gamla staden koordinater saknas                             |                                                                  |
| Kattdjur                                               | Tore Strindberg                                  | 1908    | | Granit                                   | Drottninggatan 10, Gamla staden koordinater saknas                                              |                                                                  |
| Utan titel                                             | Elis Nordh                                       | 1973    | Bekostad av Östgötabanken | Relief i kalksten                        | Drottninggatan 8, Gamla staden koordinater saknas                                               |                                                                  |
| Estoniamonument                                        | Bo Olls                                          | 1995    | | Koppar                                   | Karl Johans park, Nordantill koordinater saknas                                                 |                                                                  |
| Utan titel                                             | Jan Stenmark                                     | 2015    | Bildserie | Affischer i plåt                         | Kulturkvarteret Hallarna, Tunnbindaregatan, Nordantill koordinater saknas                       |                                                                  |
| Indiansommar                                           | Kicki Stenström                                  | 1990    | Hyresbostäder | Gjuten aluminium och brons               | Kv. Bladet, Kungsgatan, Nordantill koordinater saknas                                           |                                                                  |
| Cirkel                                                 | Kicki Stenström                                  | 1990    | Hyresbostäder | Gjuten aluminium och brons               | Kv. Bladet, Kungsgatan, Nordantill koordinater saknas                                           |                                                                  |
| Moa Martinsson                                         | Peter Linde                                      | 1994    | | Brons                                    | Grytstorget, Strömbacken koordinater saknas                                                     |                                                                  |
| Solbåt                                                 | Agneta Stening                                   | 1992    | | Sten                                     | Gamla Lasarettsområdet, Såpkullen koordinater saknas                                            |                                                                  |
| Utan titel                                             | Per Josefsson                                    | 19      | Reliefer | Koppar, järnsmide                        | Olika platser vid Gamla lasarettet, Södra Promenaden koordinater saknas                         |                                                                  |
| L. E. Fant                                             | Owe Gustafson                                    | 2014    | | Brons                                    | Vasaparken koordinater saknas                                                                   |                                                                  |
| Utan titel                                             | Lars Englund                                     | 1982    | |                                          | Stadsbiblioteket, Gamla staden koordinater saknas                                               |                                                                  |
| Carl Swartz                                            | Carl Milles                                      | 1916    | | Svart granit                             | Stadsbiblioteket. Norrköpings Konstmuseum koordinater saknas                                    |                                                                  |
| BO                                                     | [Cecilia Edefalk[]]                              | 2020    | Flera sorters blommor |                                          | Framför Norrköpings Konstmuseum koordinater saknas                                              |                                                                  |
| Stenformer I, II, III                                  | Evert Fornäs                                     | 1977    | | Glan Bellum marmor                       | Slottsgatan 78, Saltängen koordinater saknas                                                    |                                                                  |
| Vargen                                                 | Stig Blomberg                                    | 1947    | Bekostad av konfektionsfabriken Vargen | Koppar                                   | Östra Promenaden-Lindövägen, Oxelbergen koordinater saknas                                      |                                                                  |
| Vattenträd                                             | Carl-Axel Lunding                                | 1977    | | Rostfritt stål                           | Vikboplan, Oxelbergen koordinater saknas                                                        |                                                                  |
| Melodien                                               | Nils Sjögren                                     | 1950    | Skänkt av HSB till BRF Brudlyckan | Stengöt                                  | Storsvängen 33, Oxelbergen koordinater saknas                                                   |                                                                  |
| Solmurar                                               | Elvy Engelbrektson Agneta Goës och Angela Utbult | 1971    | | Sprutbetong och spacklad multisten       | Centralbadet, Ljura koordinater saknas                                                          |                                                                  |
| Reliefer                                               | Bertil Bagare och Lennart Kindgren               | 1969-72 | Hyresbostäder | Rostfritt stål                           | Gavlarna mot Sankt Persgatan, Gamla staden koordinater saknas                                   |                                                                  |
| Vatten och Eld                                         | Bertil Bagare och Lennart Kindgren               | 1969    | Hyresbostäder | Rostfritt stål                           | Kv. Granen och Kv. Stopet, Sankt Persgatan, Gamla staden koordinater saknas                     |                                                                  |
| Räcke                                                  | Bertil Bagare och Lennart Kindgren               | 1972-73 | Hyresbostäder | Järnsmide                                | Hantverkaregatan 49, Gamla staden koordinater saknas                                            |                                                                  |

## Tidigare utplacerade konstverk
Nedan följer en lista på konstverk som tidigare varit utplacerade men nu är i förvar, förstörda eller försvunna.
| Titel                | Konstnär(er)    | Årtal | Beskrivning          | Typ - material   | Tidigare plats Koordinater                    | ID                   | Bild |
| -------------------- | --------------- | ----- | -------------------- | ---------------- | --------------------------------------------- | -------------------- | ---- |
| Hukande flicka       | Tore Strindberg |       |                      | skulptur - brons | Hörsalsparken koordinater saknas              | k0581/46             |      |
| Den vrede Apollo     | Ivar Johnsson   | 1927  | Förvaras i magasinet | skulptur - brons | Norrköpings stadsbibliotek koordinater saknas | Den vrede Apollo     |      |
| Danserskan med slöja | Anders Jönsson  | 1933  | Förvaras i magasinet | skulptur - brons | Norrköpings stadsbibliotek koordinater saknas | Danserskan med slöja |      |

## Fotnoter
1. ↑  http://www.skulptorforbundet.se/uppdrag/noas-ark
2. 1 2 3 4  Del av ”Barnens stad”, gestaltningar på skolgårdar: Vrinnevi, Svanen och Råssla. Påbörjades 1998